# Papa Ioan al IV-lea
Papa Ioan al IV-lea (n. 600 d.Hr., Dalmația, Regatul Longobard – d. 15 octombrie 642 d.Hr., Roma, Imperiul Roman de Răsărit) a fost Papă al Romei în perioada 24 decembrie 640 - 12 decembrie 642. Papa Ioan al IV-lea s-a născut în Dalmatia, fiind fiul lui Venantius. Se pare că a făcut eforturi pentru a-i converti pe slavii care au invadat Dalmatia în perioada pontificatului său.
1. ↑  Catholic-Hierarchy.org, accesat în 15 octombrie 2020
2. ↑  Mirabile: Archivio digitale della cultura medievale